# تومویوکی دن
تومویوکی دن (انگلیسی: Tomoyuki Dan; ۶ اوت ۱۹۶۳ – ۱۰ اکتبر ۲۰۱۳) بازیگر، و صداپیشه اهل ژاپن بود. وی بین سال‌های ۱۹۸۷ تا ۲۰۱۳ میلادی فعالیت می‌کرد.